# 1829 na literatura

## Nascimentos
| Data           | Nome                             | Profissão                                            | Nacionalidade | Observações | Ref |
| -------------- | -------------------------------- | ---------------------------------------------------- | ------------- | ----------- | --- |
| 4 de janeiro   | Tito Franco de Almeida           | advogado, professor, escritor e político             | Brasil        | m. 1899     |     |
| 2 de fevereiro | Alfred Edmund Brehm              | zoólogo e escritor                                   | Alemanha      | m. 1884     |     |
| 14 de março    | Alexandre Braga, pai             | poeta e jornalista                                   | Portugal      | m. 1895     |     |
| 16 de Março    | Sully Prudhomme                  | escritor                                             | França        | m. 1907     |     |
| 1 de Maio      | José de Alencar                  | escritor, romancista e político                      | Brasil        | m. 1877     |     |
| novembro       | Mikael Nalbandian                | escritor                                             | Armênia       | m. 1866     |     |
| 3 de dezembro  | António Xavier de Sousa Monteiro | escritor, compositor, pintor e bispo                 | Portugal      | m. 1906     |     |
| 22 de dezembro | Alfredo Possolo Hogan            | escritor e novelista                                 | Portugal      | m. 1865     |     |
| ??             | Enrique Perez Escrich            | escritor romancista e dramaturgo                     | Espanha       | m. 1897     |     |
| ??             | Ernesto Biester                  | escritor, crítico literário, dramaturgo e empresário | Portugal      | m. 1880     |     |

## Mortes
| Data          | Nome               | Profissão                           | Nacionalidade | Observações | Ref |
| ------------- | ------------------ | ----------------------------------- | ------------- | ----------- | --- |
| 11 de Janeiro | Friedrich Schlegel | poeta, crítico, filósofo e tradutor | Alemanha      | n. 1772     |     |
| 30 de janeiro | Friedrich Haug     | escritor                            | Alemanha      | n. 1761     |     |